# Andrij Czajkowski
Andrij Jakowycz Czajkowski (ukr. Андрі́й Я́кович Чайко́вський, ur. 15 kwietnia 1857 w Samborze, zm. 8 października 1935 w Kołomyi) – ukraiński prawnik, adwokat, pisarz, doktor prawa.

## Życiorys
Urodził się 15 kwietnia 1857 w Samborze. W 1876 ukończył VII klasę, a 1877 zdał egzamin dojrzałości w C. K. Wyższym Gimnazjum w Samborze. Podjął studia filozoficzne na Uniwersytecie Lwowskim, wkrótce przeniósł się na Wydział Prawny. Później pracował we Lwowie jako adwokat, następnie prowadził kancelarię adwokacką w Brzeżanach (otworzył je w domu Leidera w Rynku w marcu 1890), okres I wojny światowej spędził w Samborze, po wojnie przeniósł się do Kołomyi. Od 1888 pisał artykuły prasowe, m.in. o przyczynach ubóstwa chłopów. Potem zaczął pisać powieści i opowiadania o życiu szlachty galicyjskiej, które przyniosły mu ogromną popularność, m.in. Oluńka z 1895 i W czużim hnizdi z 1896. Po I wojnie światowej, w 1919 opublikował powieść Małolitnij. Jest również autorem poczytnych mikropowieści, m.in. Za sestroju (1907) i Na uchodach (1925).
Zmarł 8 października 1935 w Kołomyi.
Ojciec matematyka i pisarza Mykoły Czajkowskiego.

## Artykuły
- Nowa procedura w starych budynkach.